# Ase mossegaire
L'ase mossegaire, la bavosa ocel·lada, la dormilega, el papagall, el burret, la rabosa, la rabosa d'ullot negre o el toret (Blennius ocellaris) és un peix d'hàbits nocturns de la família dels blènnids.

## Morfologia
- Talla: màxima de 20 cm, comuna entre 10 i 15 cm.
- Cos robust, relativament allargat i comprimit.
- El cap és massís, alt i curt amb un parell de tentacles supraorbitaris i un altre parell de situació lateral, sobre l'opercle i a prop de l'inici de l'aleta dorsal.
- Pell nua i llisa, sense escates.
- Boca terminal; a cada maxil·lar una fila d'unes 36 dents incisives i un fort caní posterior, al nivell de la comissura bucal; vómer sense dents.
- Una aleta dorsal amb una porció anterior de radis espinosos tous; molt més alta que la posterior; els primers radis són més llargs que la membrana que els uneix.
- Pectorals ben desenvolupades.
- Ventrals jugulars i reduïdes amb una petita espina inclosa a la pell i 2 ó 3 radis.
- Caudal arrodonida.
- Coloració grisenca o marró grisós, amb 5 o 7 amples bandes més fosques transversals.
- Una taca fosca orlada de blanc entre els radis 6è i 8è de la dorsal.
- Aletes amb taques i franges marrons.

## Comportament
Espècie bentònica que viu sobre diferents tipus de fons entre els 5 i 250 m (fins a 400 m a les costes d'Algèria). S'alimenta de petits insectes del mar com per exemple un pop una aranya una terenyina un atoli, etc. i d'algun excrement d'animal. Es reprodueix a la primavera; fixen els ous sota les closques buides o pedres llises, on són protegits pel mascle.

## Distribució geogràfica
Present a la Mediterrània i la mar Negra (no es troba, però, a les costes de Tunísia, Líbia i part d'Egipte). A l'Atlàntic Oriental, des de les Illes Britàniques fins al Marroc.

## Pesca
Sense cap interès comercial: forma part de la morralla. Es captura amb l'art d'arrossegament i amb volantí.